# Urkraft
Urkraft är det svenska viking metal/folk metal-bandet Thyrfings tredje studioalbum. Albumet utgavs augusti 2000 av skivbolaget Hammerheart Records.

## Låtlista
1. "Mjölner" – 5:30
2. "Dryckeskväde" – 3:54
3. "Sweoland Conqueror" – 6:30
4. "Home Again" – 7:45
5. "The Breaking of Serenity" – 4:28
6. "Eldfärd" – 1:39
7. "Ways of a Parasite" – 4:39
8. "Jord" – 5:17
9. "The Slumber of Yesteryears" – 3:48
10. "Till Valfader Urgammal" – 4:00
11. "Urkraft" – 7:37

Bonusspår på digipak- och vinyl-utgåvan
1. "Over the Hills and Far Away" – 5:01 (Gary Moore-cover)

## Medverkande
Musiker (Thyrfing-medlemmar)
- Thomas Väänänen – sång
- Patrik Lindgren – gitarr, bakgrundssång
- Kimmy Sjölund – basgitarr
- Jocke Kristensson – trummor, tamburin, bakgrundssång
- Peter Löf – synthesizer, munharpa
- Henke Svegsjö – gitarr

Bidragande musiker
- Maria Gauffin – fiol, sång
- Martin Persson – sologitarr
- Toni Kocmut – sång

Andra medverkande
- Tommy Tägtgren –  inspelning, mixning
- Peter In de Betou – mastering
- Thomas Väänänen – omslagsdesign
- Patrik Lindgren – omslagsdesign
- Kris Verwimp – omslagskonst
- Calle Nyberg – foto